# Suaza
Suaza è un comune della Colombia facente parte del dipartimento di Huila.
Il centro abitato venne fondato da Helena de Valderrama nel 1748, mentre l'istituzione del comune è del 20 ottobre 1982.